# Maaswinkel
Maaswinkel is de naam van een natuurgebied van 280 hectare in de Belgische gemeente Maasmechelen (provincie Limburg).  

## Locatie
Ten westen van het natuurgebied bevindt zich de dorpskommen van Mechelen-aan-de-Maas en Vucht, afgeschermd door de Zuid-Willemsvaart van het natuurgebied. Aan de Oostzijde wordt het natuurgebied afgegrensd door de Maas. In het noorden ligt de Maesbempder Greend, een voormalig grindontginningsgebied. Het geheel wordt beheerd door Natuurpunt en maakt deel uit van RivierPark Maasvallei. 
Het gebied heeft Europese bescherming als Natura 2000-gebied (habitatrichtlijngebied 'Uiterwaarden langs de Limburgse Maas en Vijverbroek' (BE2200037)).
De naam van het gebied is afkomstig van de scherpe bocht die de Maas hier in de middeleeuwen maakte. Een 'winkel' is namelijk een Oudnederlands woord voor een hoek of een bocht (zie het woord 'winkelhaak').

## Beschrijving
Het gebied ligt in een uiterwaard met akkerland, grasland, wilgenbos, ruigte en struweel. Het heeft in het zuiden mee zijn vorm gekregen door de activiteiten van de voormalige steenfabriek Eyben. In het zuidelijk gedeelte zijn kleiputten gegraven voor de aanmaak van bakstenen, waardoor een afwisselend landschap is ontstaan. De poelen vormen een goede biotoop voor amfibieën. De boomkikker en de kamsalamander komen er voor. Er komen 22 soorten libellen voor.
Sinds 1998 wordt Maaswinkel begraasd door konikpaarden. Later zijn er nog enkele poelen bijgegraven. Eerder werd er een hoogstamboomgaard in het gebied aangeplant. Aan de overzijde, op de rechteroever van de Maas bij Meers in Nederland, is de rivierbedding aanzienlijk verbreed in het kader van het grensoverschrijdend Project Grensmaas, dat overstromingen wil voorkomen en ecologisch herstel van de Maas en zijn uiterwaarden beoogt.
Maaswinkel wordt doorkruist door bewegwijzerde wandelroutes die verzorgd worden door RivierPark Maasvallei.

## Galerij

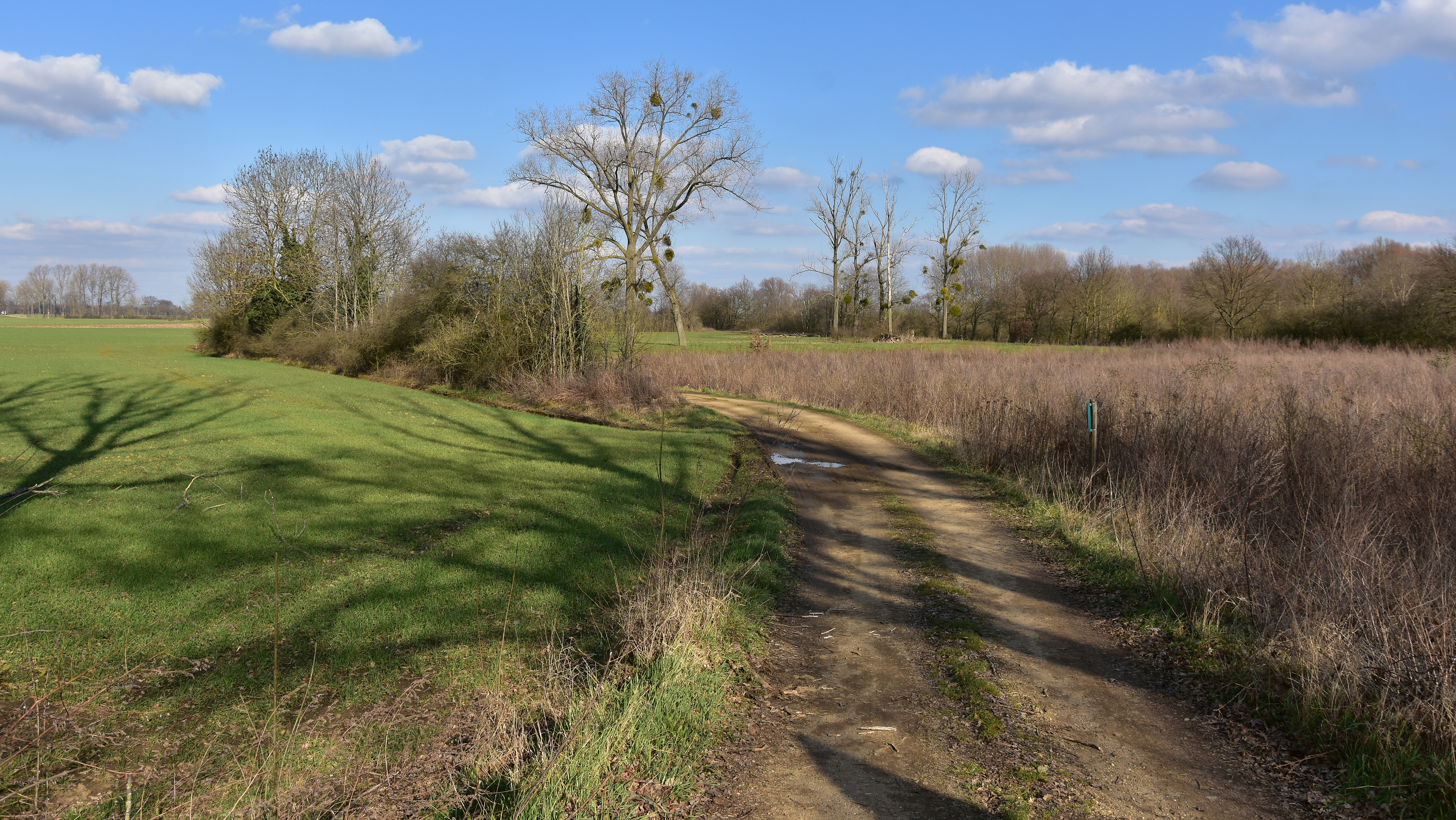
Aanplant bos (rechts) en populieren met maretakken
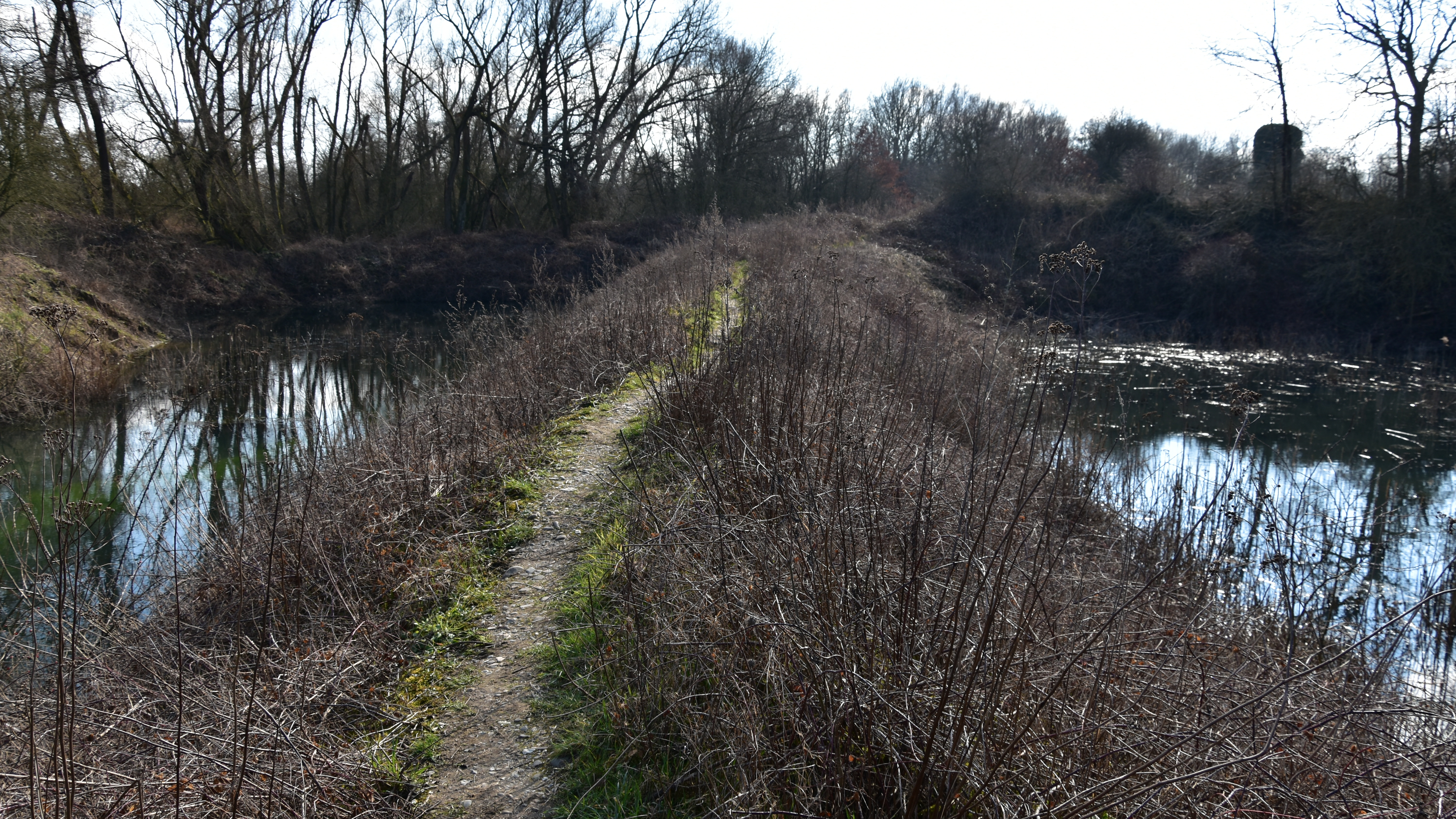
Amfibieënpoelen
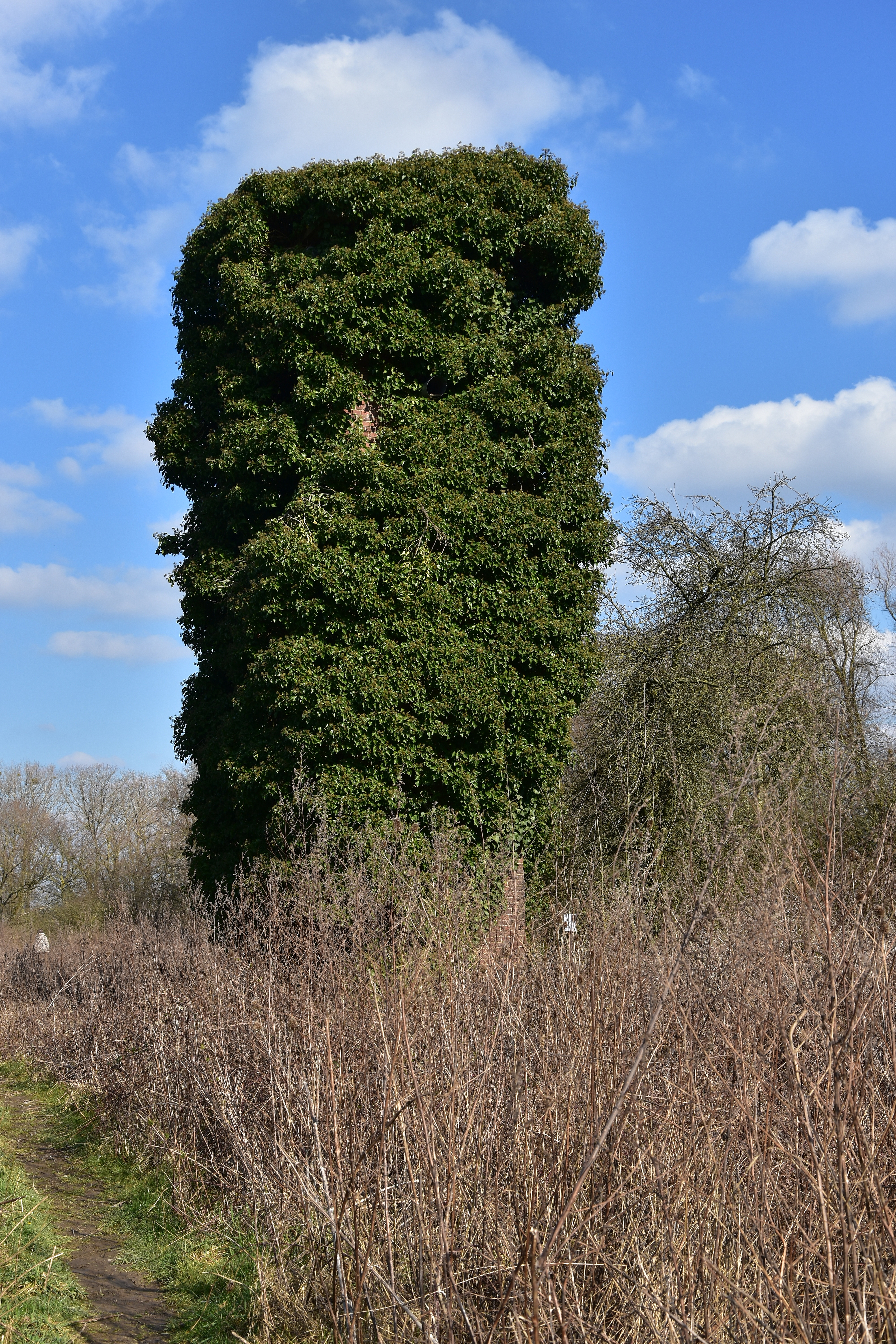
Restant van de elektriciteitskabine van de voormalige steenbakkerij Eyben
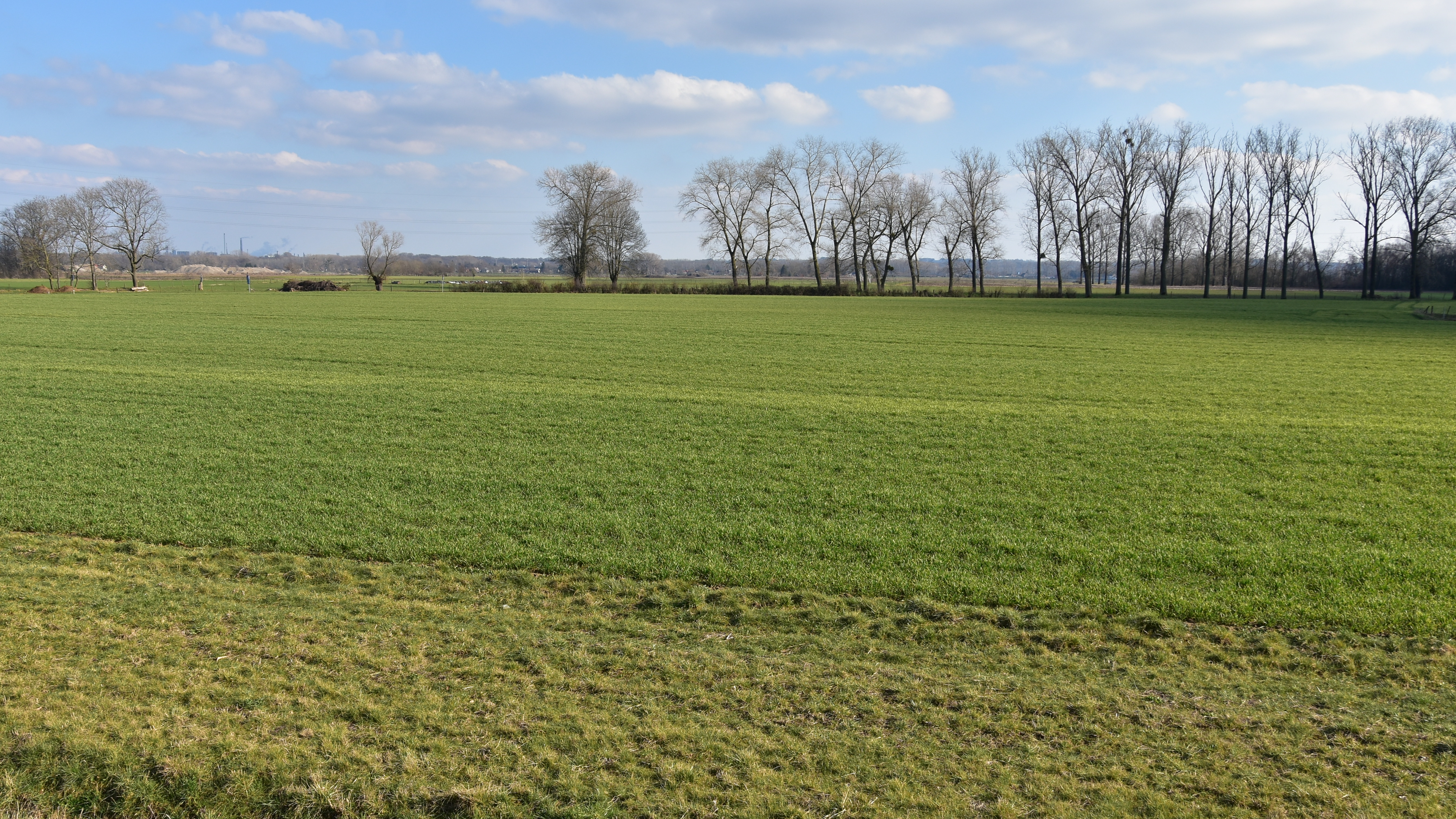
Akkerland
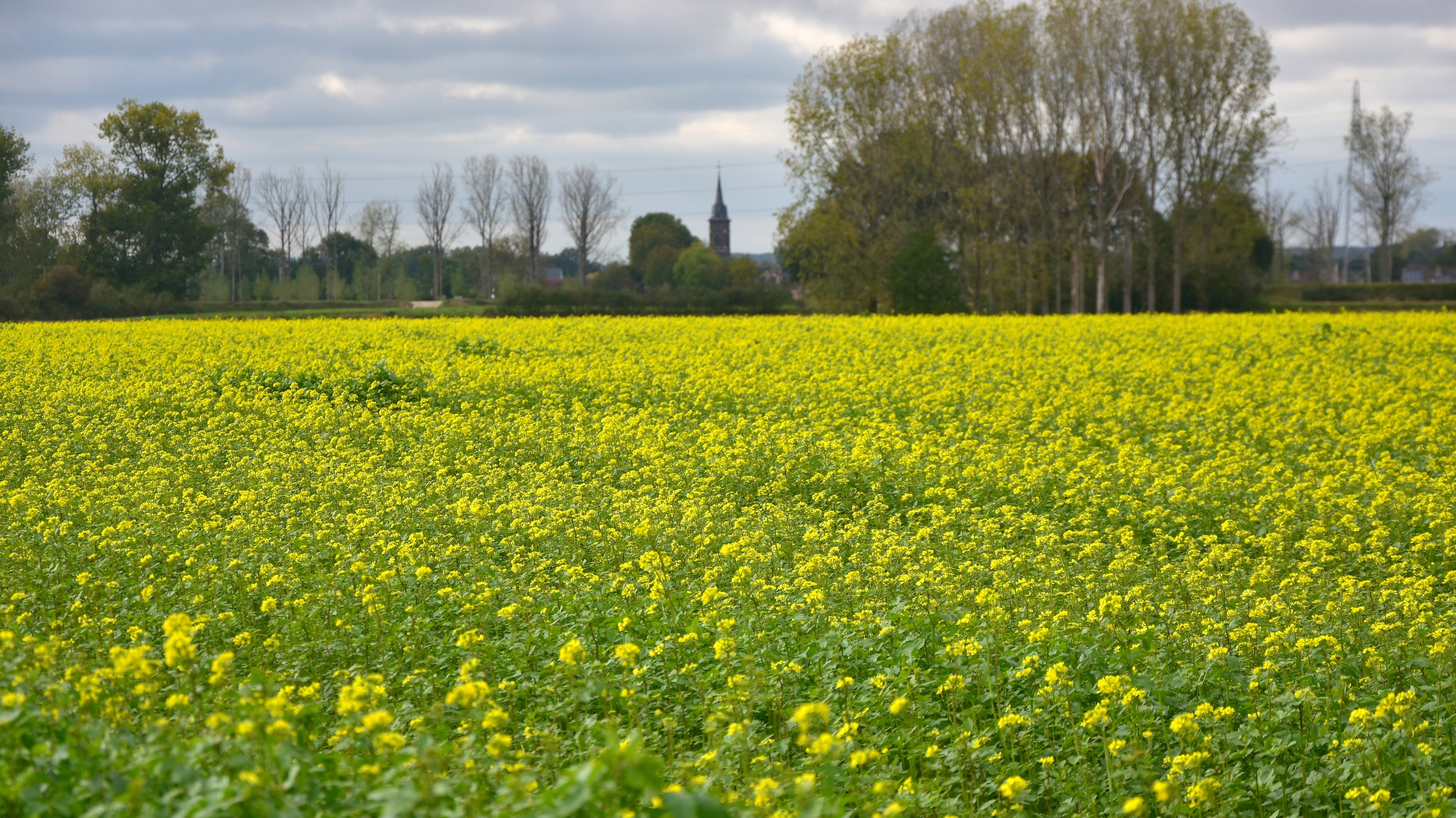
Gezicht op de kerk van Vucht en koolzaadveld
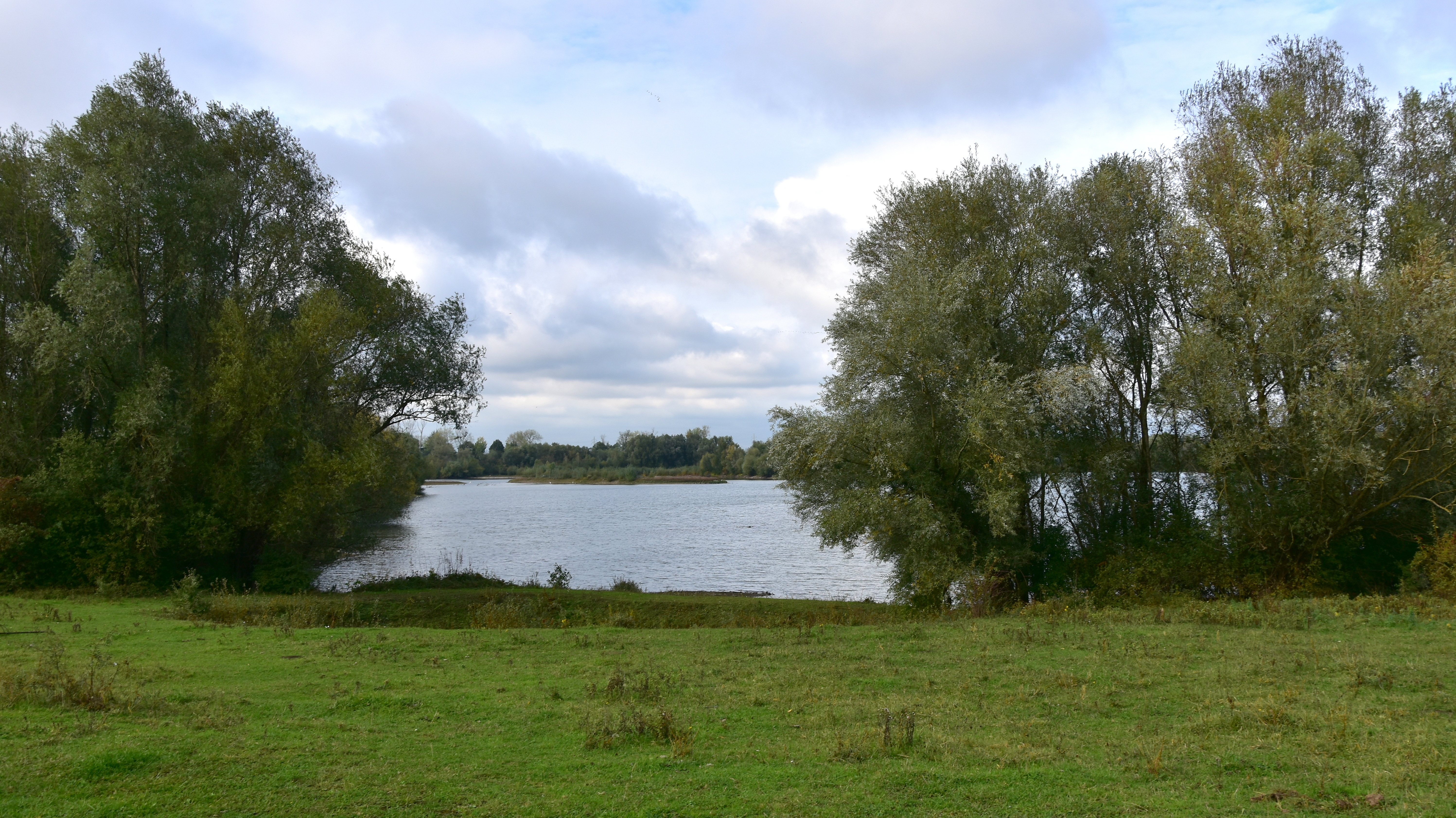
De Maesbempder Greend in het noorden